# 府谷县
府谷县是中華人民共和國陕西省榆林市所辖的一个县。区域总面积为3212平方公里，常住人口約26万人。

## 历史
1937年與神木縣合併為神府縣（取二縣首字）。初期縣治賀家川（今神木縣賀家川鎮），1939年遷沙峁鎮（今屬神木縣），1944年徙溫家川（今屬神木縣），1948年6月又遷高家堡（今神木縣高家堡鎮），但縣治一直未離開神木縣範圍。1950年5月撤銷合併，恢復神木、府谷二縣。

### 爆炸事件
2016年10月24日，该县新民镇新民医院附近的一栋建筑发生爆炸，造成14人死亡，100多人受伤。当地群众称爆炸与建筑物地下室由煤矿企业私藏的炸药有关。

## 人口
2020年末，府谷县常住人口为255397人，与2010年第六次全国人口普查的260585人相比，十年共减少5188人，下降1.99%，年平均增长率为-0.20%。

## 地理交通
府谷县位于陕西省最北部，北纬38度42分至39度35分，东经110度22分至111度14分。 县内有府（谷）店（塔）一级公路通往神木，另有多条二级公路通往太原、包头、鄂尔多斯，府谷也是正在建设的“榆（林）商（州）高速公路”起点。县城至榆林市219公里；至省会西安595公里；至山西省省會太原370公里。铁路方面，有西煤东运大通道神朔铁路通过县境，设府谷站，每日有一对往返西安站的旅客列车。

## 行政区划
府谷县下辖14个镇：
府谷镇、黄甫镇、哈镇、庙沟门镇、新民镇、孤山镇、清水镇、大昌汗镇、古城镇、三道沟镇、老高川镇、武家庄镇、木瓜镇和田家寨镇。

## 交通
- 338国道过境。